# Майлз Бріджес
Майлз Еммануель Бріджес-старший (англ. Miles Emmanuel Bridges Sr., нар. 21 березня 1998 року) — американський професійний баскетболіст, останньою командою якого була Шарлотт Горнетс з Національної баскетбольної асоціації (НБА). В студентські роки грав за "Мічиган Стейт Спартанс". Уродженець Флінта, Мічиган, грав за Південно-Західну Академію Флінта (сезон першокурсників) на рівні старшої школи, перш ніж перейти до підготовчої школи в Гантінгтоні на решту шкільних років. Бріджес був обраний під 12-м загальним піком "Лос-Анджелес Кліпперс" на драфті НБА у 2018 році, але його обміняли до "Горнетс" в той же день.

## Ранні роки
Майлз народився 21 березня 1998 року в сім'ї Синтії та Реймонда Бріджесів. Батько, дворазовий чемпіон штату з баскетболу в складі команди старшої школи північного Флінта, навчив його грі у віці двох років. За словами Майлза, його сестра Тара Рашинг була важливою фігурою в його дитинстві. Бріджес навчався в середніх класах в Академії Вудленд-Парк у місті Гранд-Бланк, штат Мічиган. У віці 12 років він займався у місцевому YMCA разом із майбутніми однокласниками по старшій школі та тренером Кітом Греєм.

## Шкільна кар'єра

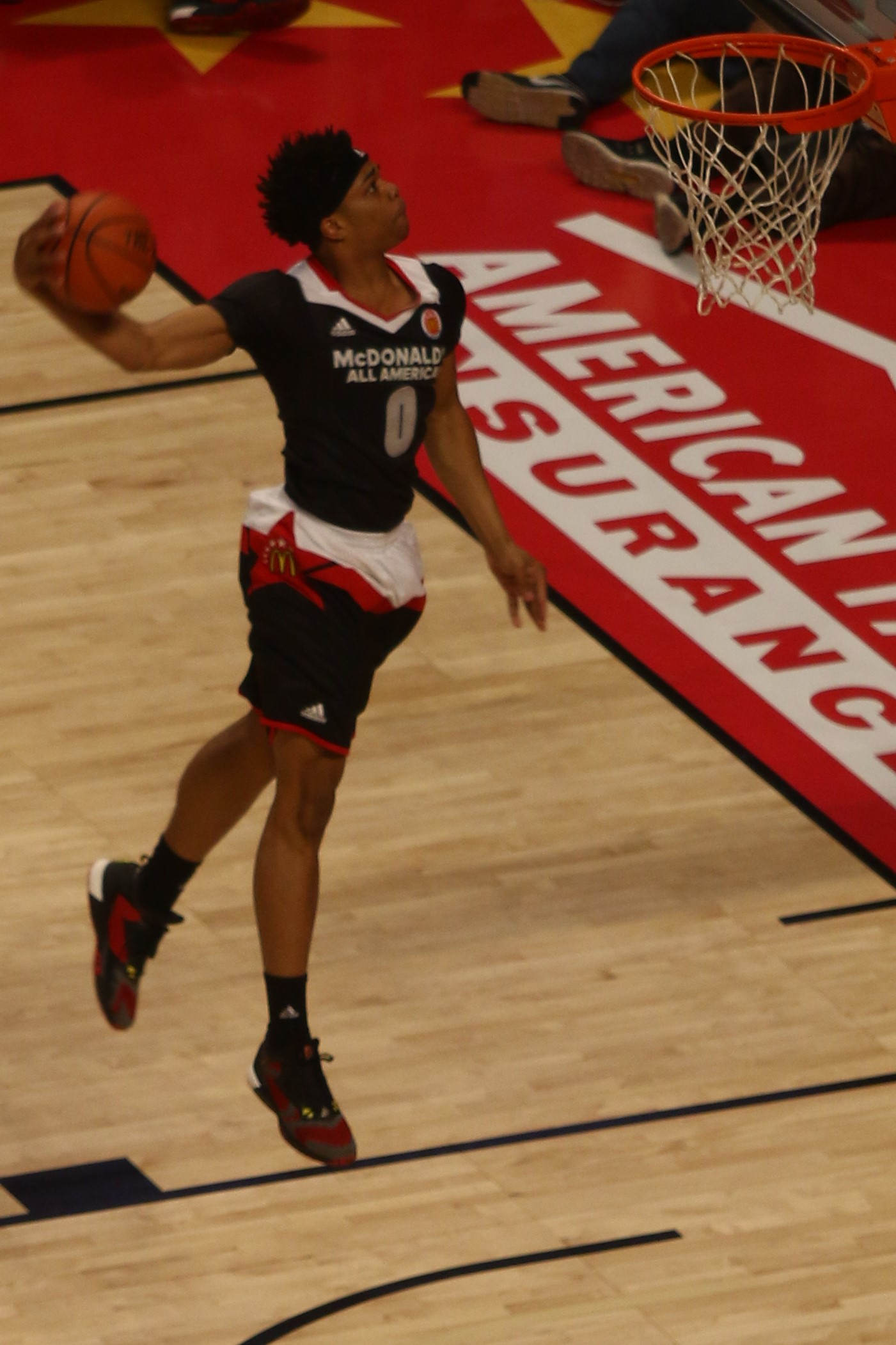
Слем-данк Бріджеса у грі McDonald's All-American 2016 року

Будучи першокурсником, Бріджес грав у університетському баскетболі з Південно-Західною Академією Флінта у своєму рідному місті Флінт. Там він грав разом із майбутнім випускником Університету Джорджа Мейсона Джейром Грейєром та майбутнім гравцем команди університету Долини Міссісіпі Йованом Ембрі. Він мав зріст 6 футів 4 дюйма (193 см) у віці 14 років та грав на позиції центрового. Бріджес набирав в середньому 10 очок, 11 підбирань та 3 блок-шоти за гру, що привело його команду до регіонального півфіналу та результату 17–6. Незабаром йому запропонували спортивну стипендію в Оклендському університеті. У липні 2013 року Бриджес перейшов до Гантінгтонської підготовчої школи в Гантінгтоні, Західна Вірджинія. Ухвалити рішення його заохочував колишній захисник "Флінт Пауерс Католік" ЯВонте Гокінс, який також перейшов до Хантінгтона. Гокінс сказав: "Просто відхід від насильства та відволікаючих факторів у Флінті допоможе йому вирости і дозріти, тому що він буде зосередженим та поза родиною". На другому курсі він набирав у середньому 9,8 очків, 9,9 підбирань, 2,7 перехоплень та 3,3 передачі за гру, привівши "Ірландців" до загального результату 29-5.
Наступного, 2015 року, Бріджес з Хантінгтоном виступали на Dick's Sporting Goods High School Nationals Tournament в регіональній старшій школі Христа-короля в Міддл Вілледж, Квінз, Нью-Йорк. 2 квітня 2015 року в чвертьфіналі команда Хантінгтона перемогла Джейлена Брауна у складі 5 номера посіву - Старшої школи Джозефа Вілера (73-70). 3 квітня Бріджес заробив 21 очко, 8 підбирань і 4 передачі, проте марно, оскільки Хантінгтон програв у півфіналі №1 посіву Академії Оук Хілл (61-51). У сезоні Майлз в середньому мав 15,7 очків, 10,6 підбирань, 3,5 передачі, 2,8 блок-шота та 2,3 перехоплення за гру, з результатом 31-3, найбільшим в історії школи, де він грав разом зі старшим Томасом Браянтом. Влітку 2015 року Бріджес брав участь у таборі NBPA Top 100 на "Джон Пол Джонс Арені" у Вірджинії. Перебуваючи на старшому курсі, він в середньому набирав 25 очок, 10 підбирань, 5,2 передачі та 2,0 перехоплення, ведучи команду Хантінгтона до результату 25-11. У січні 2016 року Бриджес був обраний на McDonald's All-American і грав у McDonald's All-American Game 30 березня 2016 року на арені «Юнайтед Центр» в Чикаго, штат Іллінойс, де набрав 8 очок, 3 підбирання та два перехоплення у програшному матчі команди Заходу 114-107. Він також брав участь у грі Jordan Brand Classic All-Star.

## Студентська кар'єра
Бріджес був п'ятизірковим рекрутом за рейтингом Rivals.com став 10-м найкращим гравцем у своєму класі рекрутингу. Він відхилив пропозиції таких закладів, як Кентуккі, Канзас та Орегон. Він оголосив, що гратиме за Університет Мічигану 3 жовтня 2015 року. Головний тренер Том Іццо назвав його "синьою суперзіркою" (blue-collar superstar) і очікував, що він легко впишеться в команду.
У своєму дебюті проти Аризони 12 листопада 2016 року Бріджес набрав 21 очко та 7 підбирань. 24 листопада він здобув 22 очки і 15 підбирань, допомігши перемогти Сент-Джонс. 1 грудня Том Іццо оголосив, що Майлз Бріджес пропустить "як мінімум пару тижнів" через травмовану щиколотку. Він повернулися до гри 4 січня 2017 року, пропустивши сім ігор. Він набрав 33 очки в кар’єрі, програвши Пердью 24 січня.

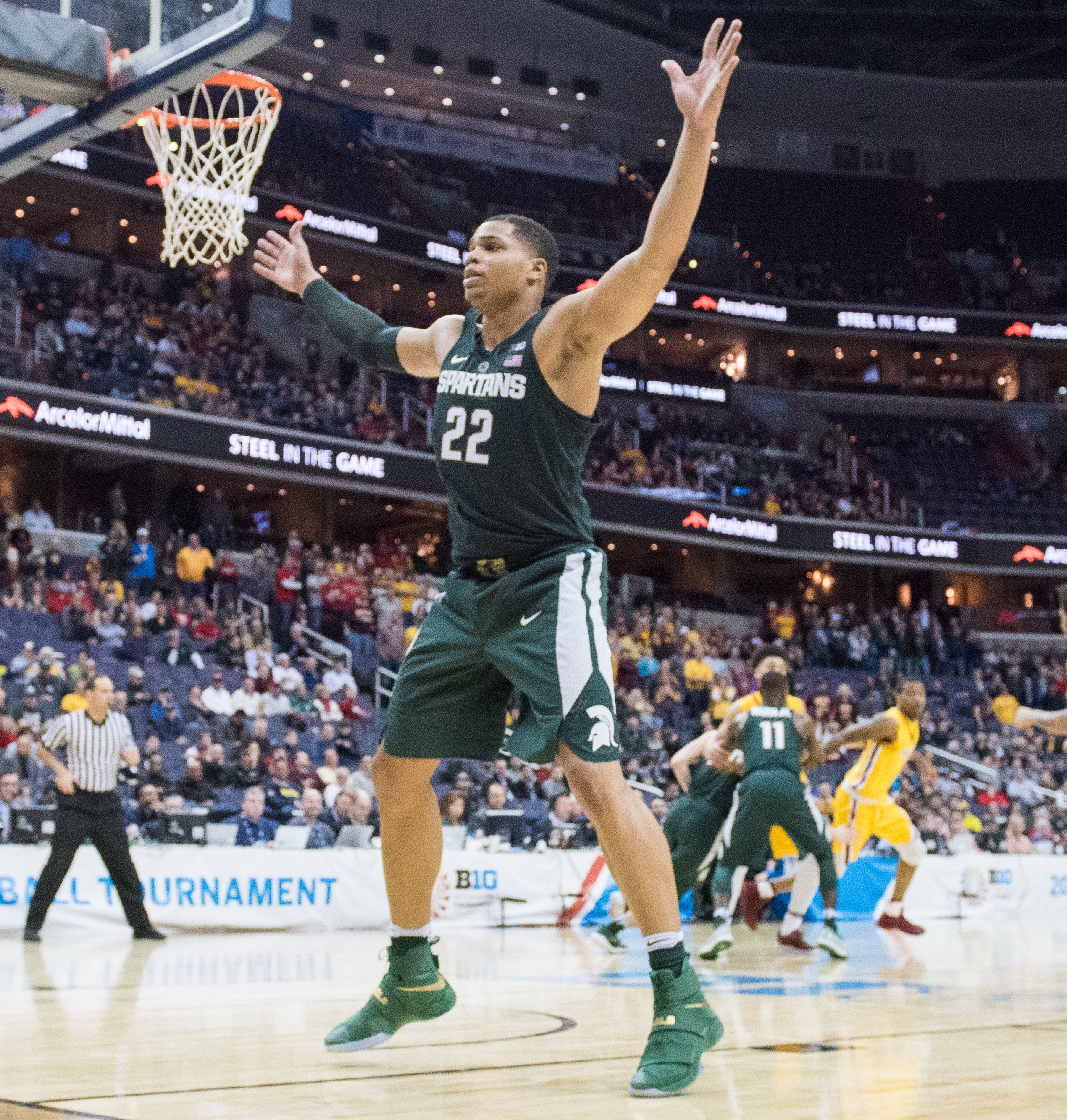
Бріджес в 2017 році

Бріджес п'ять разів отримував відзнаку тижня "Першокурсник Великої Десятки" (Big Ten Freshman). 2 лютого 2017 року він був названий одним із 10 фіналістів у списку спостереження "Важкий форвард року імені Карла Мелоуна" (Karl Malone Power Forward of the Year).
Майлз був визнаний "Першокурсником Великої Десятки року" (Big Ten Freshman of the year) та потрапив у другу команду року (All-Big Ten second team). Крім того, він потрапив до "Всеамериканської команди першокурсників року" (Freshmen All-American Team) від сайту Sporting News та команди All-District V Team, складеної USBWA. Також Бріджес був визнаний одностайно новачком року Big Ten та потрапив до другої команди All-Big Ten за версією AP.
Він закінчив сезон з середніми 16,9 очками, 8,3 підбираннями, 2,1 передачами, 1,5 блокшотами за гру при середніх 32 хвилинах перебування на майданчику.
13 квітня Бріджес оголосив про намір повернутися до Мічигану на другий курс, крок, який спонукав багатьох експертів визнати "Спартанс" фаворитами Національного чемпіонату 2018 року, особливо з новоприбулим першокурсником Джареном Джексоном-молодшим.
Після програшу штату Мічиган у баскетбольному турнірі NCAA у 2018 році, Бріджес оголосив про намір відмовитись від останніх двох років в університеті, та номінував свою кандидатуру на драфт НБА 2018, де його обрали в першому раунді "Лос-Анджелес Кліпперс", та одразу ж обміняли до "Шарлотт Горнетс", його нинішньої команди.

## Професійна кар'єра

### Шарлотт Горнетс (2018–наш час)
21 червня 2018 року Бріджес був обраний під 12-м загальним піком "Лос-Анджелес Кліпперс" на драфті НБА 2018 року. Згодом його обміняли до "Шарлотт Горнетс" в обмін на обраного перед ним Шея Гілджеса-Александера. 2 липня 2018 року Майлз офіційно підписав трирічний контракт із «Шершнями» на суму 10 896 360 доларів. Він брав участь у Конкурсі слем-данків 2019 року. Бріджес виграв нагороду MVP Матчу висхідних зірок НБА за команду США в Чикаго 14 лютого 2020 року, а команда США перемогла команду решти світу 151-131.

## Статистика

### НБА

#### Регулярний сезон
| Сезон   | Команда | GP  | GS  | MPG  | FG%  | 3P%  | FT%  | RPG | APG | SPG | BPG | PPG  |
| ------- | ------- | --- | --- | ---- | ---- | ---- | ---- | --- | --- | --- | --- | ---- |
| 2018–19 | Шарлотт | 80  | 25  | 21.2 | .464 | .325 | .753 | 4.0 | 1.2 | .7  | .6  | 7.5  |
| 2019–20 | Шарлотт | 65  | 64  | 30.7 | .424 | .330 | .809 | 5.6 | 1.8 | .6  | .7  | 13.0 |
| 2020–21 | Шарлотт | 66  | 19  | 29.3 | .503 | .400 | .867 | 6.0 | 2.2 | .7  | .8  | 12.7 |
| Кар'єра | Кар'єра | 211 | 108 | 26.6 | .461 | .354 | .816 | 5.1 | 1.7 | .7  | .7  | 10.8 |

### Коледж
| Сезон   | Команда | GP | GS | MPG  | FG%  | 3P%  | FT%  | RPG | APG | SPG | BPG | PPG  |
| ------- | ------- | -- | -- | ---- | ---- | ---- | ---- | --- | --- | --- | --- | ---- |
| 2016–17 | Мічиган | 28 | 27 | 32.0 | .486 | .389 | .685 | 8.3 | 2.1 | .7  | 1.5 | 16.9 |
| 2017–18 | Мічиган | 34 | 33 | 31.4 | .457 | .364 | .853 | 7.0 | 2.7 | .6  | .8  | 17.1 |
| Кар'єра | Кар'єра | 62 | 60 | 31.6 | .470 | .375 | .776 | 7.6 | 2.4 | .6  | 1.1 | 17.0 |